# WCTU Railway
Die WCTU Railway (AAR-reporting mark: WCTR) ist eine amerikanische Rangier-Eisenbahngesellschaft in Oregon. Das Unternehmen mit Sitz in White City ist seit 2000 im Besitz der RailServe Inc.
Die Gesellschaft betreibt eine 21 Kilometer lange frühere Southern-Pacific-Strecke von White City nach Tolo. Dort besteht ein Übergang zur Central Oregon and Pacific Railroad.
Die Gesellschaft wurde 1954 als White City Terminal and Utility Corporation gegründet. Nach der Übernahme der Gesellschaft durch die Union Tank Car Corporation wurde der jetzige Name angenommen. 
Die zwei Lokomotiven EMD SW 1200 und fünf Beschäftigte befördern jährlich rund 4000 Güterwagen.